# Entephria infidaria
Entephria infidaria är en fjärilsart som beskrevs av De la Harpe 1853. Entephria infidaria ingår i släktet Entephria och familjen mätare. Inga underarter finns listade i Catalogue of Life.